# Reichlos
Reichlos ist ein Ortsteil der Gemeinde Freiensteinau im Vogelsbergkreis in Osthessen im Bundesland Hessen in der Bundesrepublik Deutschland. Es liegt an den südlichen Ausläufern des Vogelsbergs.

## Nachbarorte
Der Ort grenzt im Norden an den Ort Jossa, im Osten an den Ort Hauswurz, im Süden an den Ort Weidenau und im Westen an den Ort Gunzenau der Gemeinde Freiensteinau.

## Geschichte

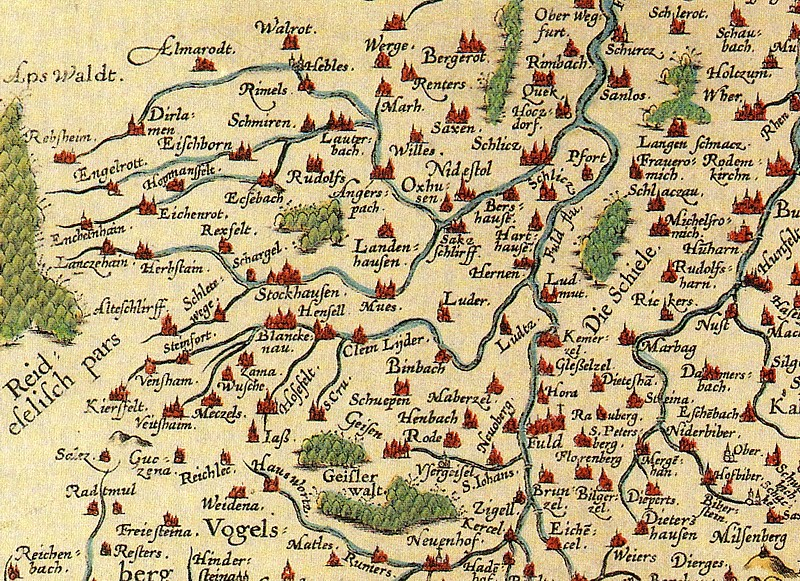
Lage von Reichlos (Reichlec.) auf einer Kartes des Klosters Fulda von 1574

Das Dorfgemeinschaftshaus in Reichlos, in dessen Giebel die Dorfglocke hängt.

Reichloser Teich

Die Ersterwähnung als „Richolfes“ 1270 stammt aus einem Kopialbuch.  „Hencze von Richuôlfs“ wird ein einer Urkunde  1361 genannt.  Eine weitere Urkunde von 1485 belegt den Ortsnamen „Reycholß“. 1582 heßt es „Reichles“. Reichlos ist Siedlungsname im Genetiv. Er wurde aus dem Rufnamen „Richolf“ gebildet. Außerdem gibt es eine gleichnamige Wüstung Reichlos zwischen Stockhausen (Herbstein) und Lauterbach. 
Der Ort gehörte ursprünglich zur Abtei Fulda. Die Herren von Riedesel trennten ihn in einem langen und konfliktträchtigen Ablösungsprozess von ihrem einstigen Lehnsherren, der Abtei Fulda. Als die Riedesel 1527 die lutherische Konfession annahmen und die Reformation in ihrem Herrschaftsgebiet durchsetzten, kam es zum völligen Bruch mit Fulda. Es entstand das Riedeselsche Junkerland. Hier galten die Riedesel’schen Verordnungen als Partikularrecht. Das Gemeine Recht galt nur, soweit diese Verordnungen keine Bestimmungen enthielten. Dieses Sonderrecht behielt theoretisch seine Geltung auch während der Zugehörigkeit zum Großherzogtum Hessen im 19. Jahrhundert, in der gerichtlichen Praxis wurden aber nur noch einzelne Bestimmungen angewandt. Das Partikularrecht wurde zum 1. Januar 1900 von dem einheitlich im ganzen Deutschen Reich geltenden Bürgerlichen Gesetzbuch abgelöst. 1648 wurde die Riedeselsche Herrschaft reichsunmittelbar.
Am 18. Februar 1650 wurde in Reichlos Hermann Otto von Schleifras, der spätere Fuldaer Fürstabt Adalbert von Schleifras geboren. Die Familie war seit Mitte des 15. Jahrhunderts in Reichlos ansässig; bekannt ist, dass 1466 der „1. Herr auf Reichlos, Berthold genannt Schleifras“, starb. Adalbert war der älteste Sohn des Freiherrn Georg Lukas von Schleifras und dessen Gattin Maria Margareta, geb. von Rotzmann. Der Vater trat etwa 1657 in fuldischen Dienst und die gesamte Familie konvertierte daher zum katholischen Glauben. Adalbert prägte das Bistum Fulda durch seine Bautätigkeit. Der Kesselhaken ist im Familienwappen der von Schleifras zu finden. Am 30. September 1656 belehnte Erbmarschall Hermann Riedesel, Berlitt und Steffan Schleyffras mit dem „Richolsffs hoff“.

## Neugliederung
Am 31. Dezember 1971 wurde der Ort in die Gemeinde Freiensteinau eingegliedert.

## Politik
Ortsvorsteher ist Ralf Heß.

## Persönlichkeiten
- Adalbert Freiherr von Schleifras (* 18. Februar 1650  in Reichlos; † 6. Oktober 1714  in Fulda) war von 1682 bis 1683 Propst der Propstei Blankenau und von 1700 bis 1714 Fürstabt von Fulda